# تامسون-سی‌اس‌اف
تامسون-سی‌اس‌اف (انگلیسی: Thomson-CSF) شرکت فناوری هوافضا و صنایع جنگ‌افزاری فرانسوی است، که در سال ۱۹۶۸ تأسیس شد و هم‌اکنون زیرمجموعه‌ای از گروه تالس می‌باشد.